# Jean-Louis du Bouchet de Sourches
Pour les autres membres de la famille, voir Famille du Bouchet de Sourches.
Jean-Louis du Bouchet de Sourches ou du Bouschet de Sourches (1669 - 1748), est un prélat français, abbé commendataire et évêque de Dol.

## Biographie
Jean-Louis du Bouchet (ou Bouschet) de Sourches est né à Paris en 1669. Il est issu d'une famille originaire du Mans mais établie à Sablé depuis le XVe siècle. Il est fils de Louis François marquis de Sourches et de Marie- Geneviève de Chambert fille et héritière du comte de Montsoreau. Son père, filleul du roi Louis XIV, est le gouverneur du Mans et de Laval depuis 1670. Baptisé le 17 février 1675, il commence ses études au collège de Clermont à Paris puis à l'université où il obtient sa maîtrise ès arts en 1666. Il va ensuite au collège d'Harcourt où il est licencié en théologie en 1694. Cette même année, il est ordonné prêtre le 5 juin 1694 et reçu docteur en théologie le 26 du même mois. Abbé commendataire de Saint-Martin de Troarn au diocèse de Lisieux dès 1677 par résignation de son grand-oncle, il est pourvu en sus du prieuré de Saint-Symphorien au Mans. Il devient enfin aumônier du Roi en 1699
Au dire de Saint-Simon, peu indulgent vis-à-vis de sa noblesse, il fréquente les antichambres de Versailles à la recherche d'avancement et il est appelé à l'épiscopat 15 ans plus tard. Nommé évêque de Dol en 1715, il est consacré le 12 juillet 1716 par Armand Bazin de Bezons archevêque de Rouen, et installé le 12 octobre suivant. Il occupe ce ministère jusqu'à sa mort le 23 juin 1748.

## Consécration
Le 20 mai 1721, sous son épiscopat qu'est posée la première pierre de la nouvelle église Saint-Ideuc de Saint-Malo par madame veuve de la Villejacquin de la Haye et monsieur l'abbé  de la Haye son fils, chanoine de Saint-Malo  en présence de messire Pierre Morant prêtre  de la dite paroisse et de plusieurs autres bourgeois et habitants de ladite paroisse. Guillaume Lesnard étant recteur.

## Sources
- Abbé Raison, Un prélat d'ancien régime, Mgr Jean-Louis du Bouchet de Sourches, évêque de Dol, 1716-1748, d'après sa correspondance, 1931.
- (en) « Bishop Jean-Louis du Bouschet de Sourches », sur Catholic-hierarchy.org (consulté le 9 août 2014).